# Free Airlines
Free Airlines es un operador aéreo con base en el Aeropuerto N'Dolo, Kinshasa, República Democrática del Congo.
La aerolínea se encuentra en la lista de aerolíneas prohibidas de la Unión Europea.

## Incidentes
- El 21 de junio de 2007, se produjo un accidente de un Let L-410 Turbolet de Free Airlines (Reg 9Q-CEU) con un muerto.
- El 24 de septiembre de 2007, Karibu Airways perdió un Let-410 (Reg 9Q-CVL), salió de Lubumbashi Luano, y se estrelló mientras aterrizaba en Malemba Nkulu con un muerto. El avión estaba operado por Free Airlines.

- Datos: Q5499742